# Riquilda de Provenza
Riquilda de Provenza (o Riquilda de las Ardenas, h. 845–2 de junio de 910) fue la segunda esposa de Carlos el Calvo, rey y emperador de los francos. Por su matrimonio, se convirtió en reina de los francos del Oeste, y luego en emperatriz de los francos. También desempeñó el cargo de regente.

## Vida
Riquilda era la hija de Bivín de Viena, conde de las Ardenas, y hermana de Bosón de Provenza (de la dinastía bosónida). Su tía era Teutberga, la esposa de Lotario II de Lotaringia. Su matrimonio con Carlos el Calvo en 870 tras la muerte de su primera esposa, Ermentrudis de Orleans, pretendía asegurar su gobierno en Lotaringia a través de su poderosa familia y su conexión con Teutberga, la anterior reina consorte. Le dio cinco hijos, pero solo llegó a la madurez la hija mayor, Rotilda (h. 871–h. 928), que se casó primero con Hugo de Bourges y luego con Rogelio de Maine.
Cuando Carlos marchaba a la guerra, Riquilda administraba el reino, y actuaba como cabeza de estado después de la muerte de Carlos en 877.
Planeó colocar a su hermano Bosón, duque de Borgoña, en el trono, después de que Luis el Tartamudo (hijo de Carlos el Calvo con su primera mujer, Ermentrudis de Orleans) muriera poco después de su padre mientras que sus hijos eran demasiado jóvenes para gobernar por derecho propio. Sin embargo, fue acusada de incesto con su hermano y los señores del reino rechazaron someterse a su autoridad. Ella ayudó entonces a Bosón a convertirse en rey de Provenza.
Intentó asumir una posición de autoridad a la muerte de Luis III en 882, y de Carlomán II en 884; sin embargo, el reino estaba agitado y amenazado por los normandos, y los grandes del reino la forzaron a retirarse a Provenza, donde murió el 2 de junio de 910.

## Descendencia
Con su marido, tuvo cinco hijos:
- Rotilde (871–928/9 citada por Flodoardo como muerta recientemente, a principios de 929), casada en 890 con el conde de Maine, Roger.[2] Después de enviudar se retiró a la abadía de Chelles, donde se convirtió en abadesa.
- Drogón (872/3–873/4).
- Pipino (872/3–873/4).
- Un hijo (875-875), muerto después de haber sido bautizado.[3]
- Carlos (876–877), sepultado en San Dionisio.[3]